# NGC 935
NGC 935 est une galaxie spirale située dans la constellation du Bélier. NGC 935 a été découverte par l'astronome américain Lewis Swift en 1885.

## Caractéristiques
Sa vitesse par rapport au fond diffus cosmologique est de  3 929 ± 17 km/s, ce qui correspond à une distance de Hubble de 58,0 ± 4,1 Mpc (∼189 millions d'al).
À ce jour, quatre mesures non basées sur le décalage vers le rouge (redshift) donnent une distance de 46,975 ± 4,067 Mpc (∼153 millions d'al), ce qui est à l'extérieur des valeurs de la distance de Hubble. Notons que c'est avec la valeur moyenne des mesures indépendantes, lorsqu'elles existent, que la base de données NASA/IPAC calcule le diamètre d'une galaxie et qu'en conséquence le diamètre de NGC 935 pourrait être d'environ 32,0 kpc (∼104 000 al) si on utilisait la distance de Hubble pour le calculer.

## Paire de galaxies en interaction
Avec la galaxie IC 1801, cette galaxie figure dans l'atlas d'Halton Arp sous la cote Arp 276. L'image des deux galaxies montre qu'elles sont au début d'une collision galactique.
La classe de luminosité de NGC 935 est III-IV et elle présente une large raie HI.

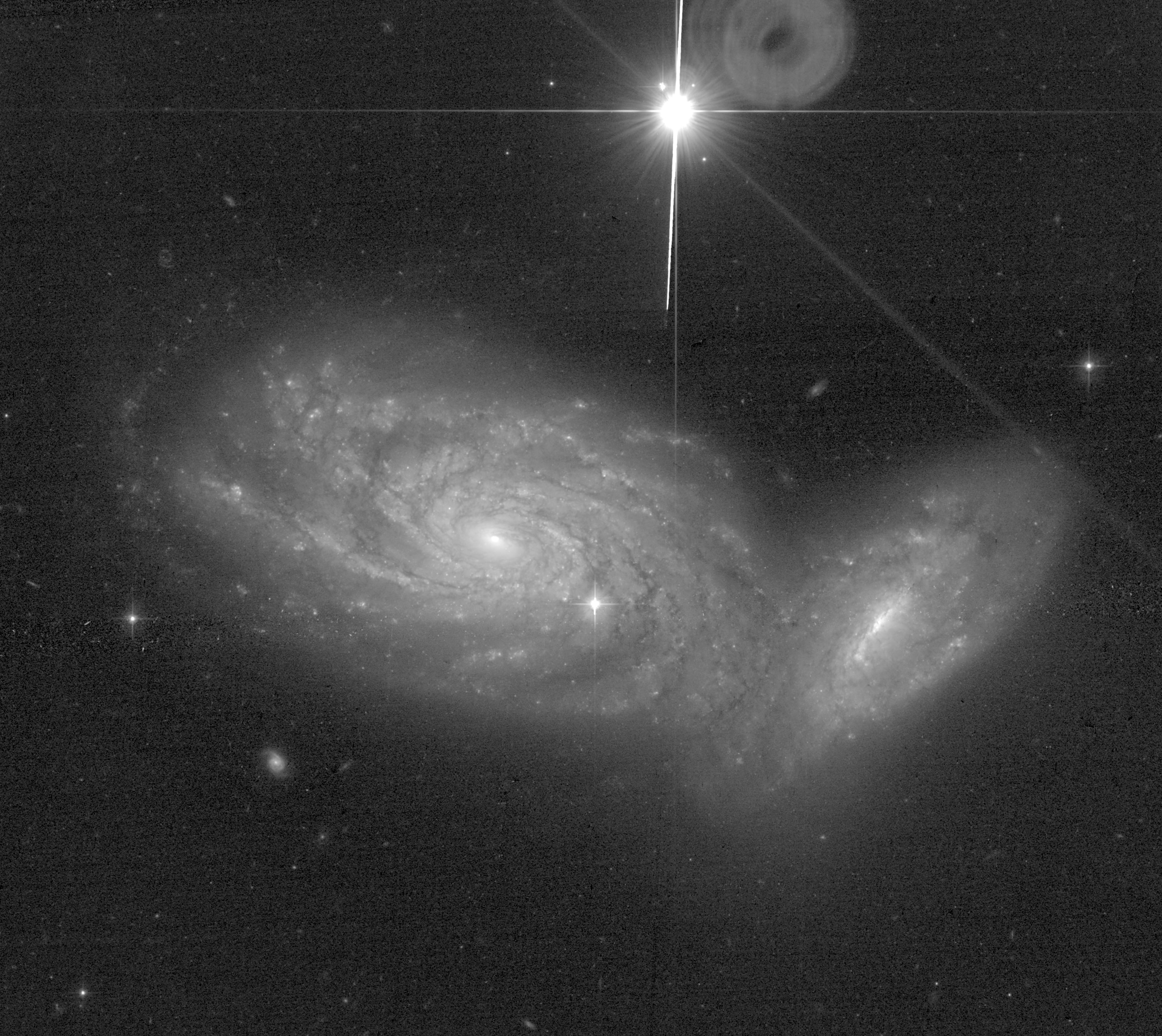
NGC 935 et IC 1801 selon les données du télescope spatial Hubble.
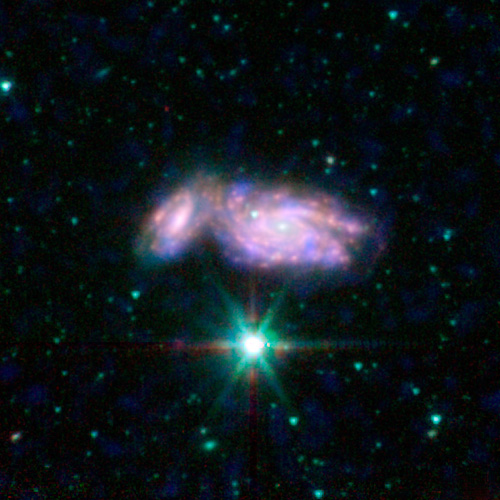
NGC 935 et IC 1801 imagées dans le domaine des infrarouges par le télescope spatial Spitzer.

## Supernova
La supernova SN 2006F a été découverte dans NGC 935 le 11 janvier 2006 par l'astronome amateur italien Mirko Villi. Cette supernova était de type Ib.

## Groupe de NGC 976
NGC 935 fait partie du groupe de NGC 976. Ce groupe referme au moins 12 galaxies, dont 11 sont inscrites dans l'article de Garcia. Ce sont les galaxies IC 1797, IC 1801, NGC 924, NGC 930 (en réalité NGC 932), NGC 935, NGC 938, NGC 976, UGC 1965, UGC 2032, UGC 2064 et MCG 3-7-13. Quatre de ces 12 galaxies sont également inscrites dans un article d'Abraham Mahtessian paru en 1998. Il s'agit de NGC 924, NGC 930 (=NGC 932), NGC 935 et NGC 938. La 12e galaxie est NGC 992. En effet selon le même article de Mahtessian, NGC 976 et NGC 992 forment une paire de galaxies. Les données confirment ce fait et NGC 992 devrait donc être incluse dans le groupe de NGC 976.